# Фризен, Генри Джордж
Генри Джордж Фризен (англ. Henry George Friesen; 31 июля 1934, Морден, Манитоба — 30 апреля 2025) — канадский эндокринолог, почётный профессор университета Манитобы, открыватель пролактина человека.
Член Королевского общества Канады (1978), иностранный член Национальной академии наук США (1993).
Скончался 30 апреля 2025 года в возрасте 90 лет в Виннипеге.

## Награды и признание
- 1977 — Международная премия Гайрднера
- 2001 — Введён в Канадский зал медицинской славы[англ.][3]
- 2001 — Gairdner Foundation Wightman Award[англ.]